# Cordwainer Smith Rediscovery Award
Der Cordwainer Smith Rediscovery Award ist ein jährlich von einer Jury vergebener retrospektiver Literaturpreis für Werke aus dem Bereich der Science-Fiction. Der Preis soll erneute Aufmerksamkeit auf das Werk zu Unrecht vergessener oder nicht angemessen gewürdigter Science-Fiction-Autoren lenken. Er wird in der Regel an bereits verstorbene Autoren von der 2001 gegründeten Cordwainer Smith Foundation verliehen und soll damit auch der Erinnerung an Leben und Werk Cordwainer Smiths dienen.
Er wurde erstmals 2001 auf der Worldcon an Olaf Stapledon vergeben. Seitdem findet die Verleihung bei der Readercon in Burlington, Massachusetts statt.

## Liste der Preisträger
- 2001: Olaf Stapledon
- 2002: R. A. Lafferty
- 2003: Edgar Pangborn
- 2004: Henry Kuttner und C. L. Moore
- 2005: Leigh Brackett
- 2006: William Hope Hodgson
- 2007: Daniel F. Galouye
- 2008: Stanley G. Weinbaum
- 2009: Abraham Merritt
- 2010: Mark Clifton
- 2011: Katherine MacLean
- 2012: Fredric Brown
- 2013: Wyman Guin
- 2014: Mildred Clingerman
- 2015: Clark Ashton Smith
- 2016: Judith Merril
- 2017: Seabury Quinn
- 2018: Frank M. Robinson
- 2019: Carol Emshwiller
- 2020: Rick Raphael
- 2021: David G. Compton
- 2022: (Ausgesetzt wegen Absage der Readercon)
- 2023: Josephine Saxton
- 2024: Clare Winger Harris